# Roger Black
Roger Anthony Black MBE (Portsmouth, 31 de março de 1966) é um antigo atleta britânico que se especializou em corridas de 400 metros. É um dos quatrocentistas de maior sucesso mundial de sempre, pois obteve treze medalhas nas principais competições atléticas do mundo: Jogos Olímpicos, Campeonatos Mundiais e Campeonatos da Europa.
No dia 3 de julho de 1996, estabeleceu um novo recorde nacional de 400 metros, ao fazer 44.37 s no meeting de Lausanne, mas esse registo haveria de ser batido, um ano mais tarde, por Iwan Thomas que retirou um centésimo à marca de Black.